# Высшее образование в Перми
Высшее образование в Перми осуществляют 13 высших учебных заведений, а также ряд филиалов вузов других регионов России.

## История высшего образования в Перми

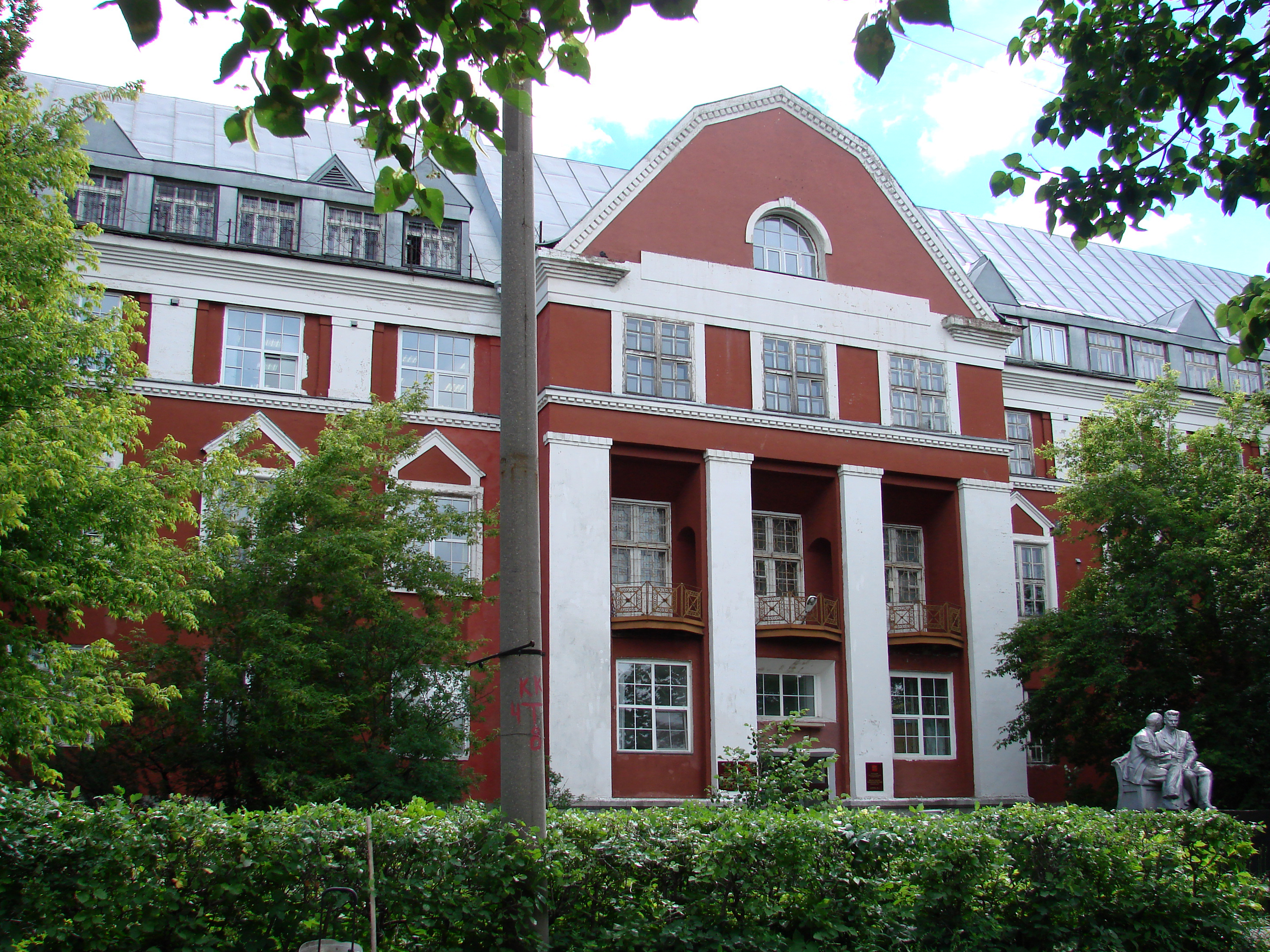
Пермский государственный университет. Корпус №2

Открытие первого университета на Урале состоялось 1(14) октября 1916 г. Свой первый учебный год университет проработал как Пермское отделение Петроградского университета, уже на базе которого в июле 1917 года был открыт Пермский университет. Впоследствии из факультетов Пермского университета выделились институты: сельскохозяйственный (1930), педагогический (1930), медицинский (1931) и фармацевтический (1936); отделения технического факультета вошли в состав политехнического института (1960). В 1934 году в названии университета появилось слово «государственный» и под названием «Пермский государственный университет» и аббревиатурой «ПГУ» он был известен большую часть своей истории.

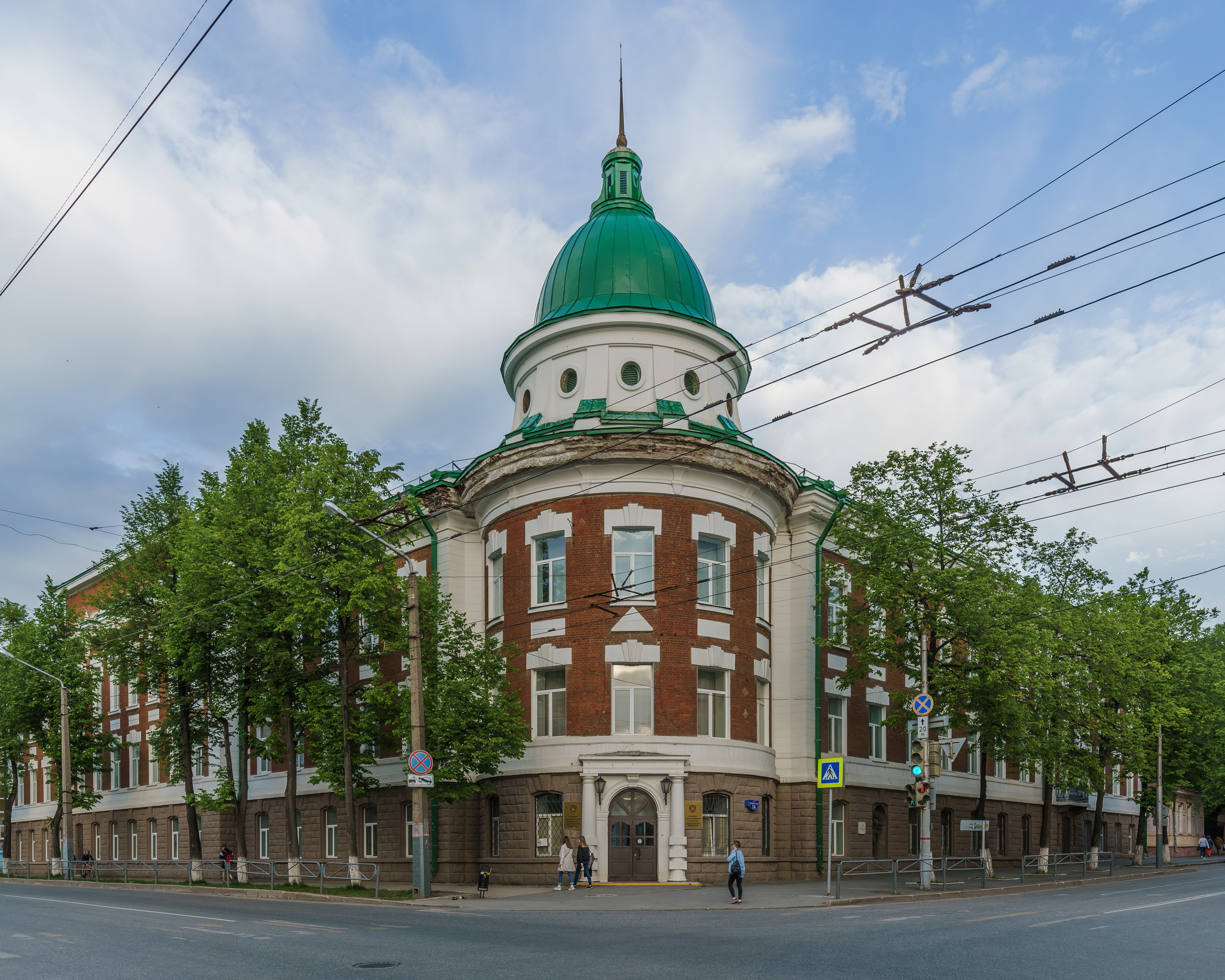
Пермский педагогический университет

Педагогическое образование в Перми берёт своё начало от женских Фребелевских курсов (1917), преобразованных через полгода во Фребелевский институт. В сентябре 1919 года в Перми был открыт Институт народного образования (ИНО), куда были переведены слушатели Фребелевского института. 9 сентября 1921 года ИНО был преобразован в Педагогический институт. В 1922—1930 годах пединститут входил в состав Пермского университета в виде педагогического факультета, но впоследствии снова был выделен в самостоятельный вуз (1931).

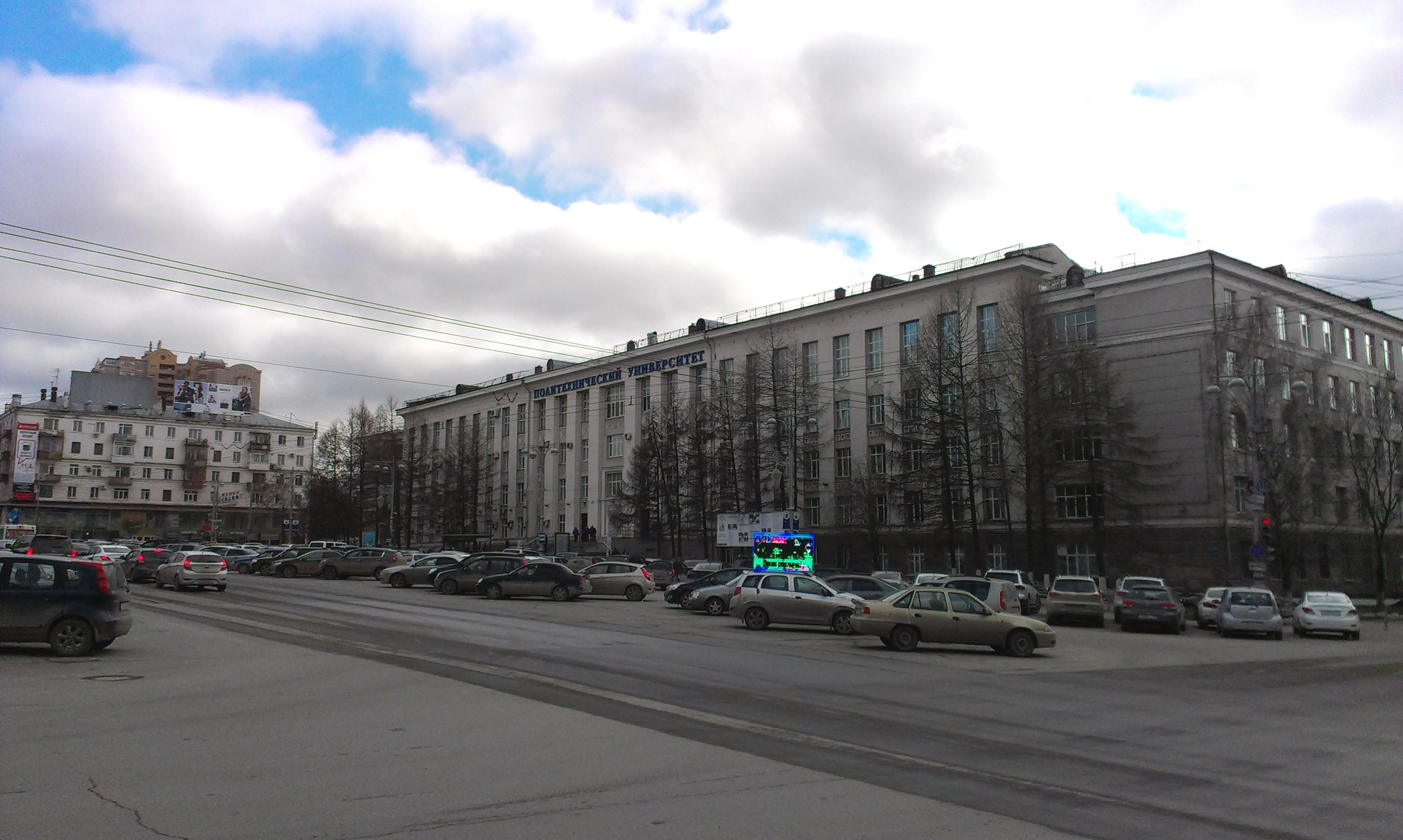
Пермский политехнический университет

В 1953 году в Перми (тогда — Молотове) был создан Молотовский горный институт, на базе которого в 1960 году был организован Пермский политехнический институт (ППИ) — крупнейший вуз Перми. Специально для института был построен Студенческий городок (Комплекс ППИ) на правом берегу Камы.
1 мая 1975 года был создан Пермский институт искусства и культуры.
В постсоветский период в Перми, как и во всей России, стали появляться негосударственные вузы, например, Уральский гуманитарный институт (1993), Западно-Уральский институт экономики и права (1994), Прикамский социальный институт (2001) и другие. В целом развитие высшего образования в Перми в этот период характеризовалось массовым открытием филиалов вузов из других регионов (Академия живописи, ваяния и зодчества, ВШЭ, РЭУ им. Г. В. Плеханова, РАНХиГС и другие), а также повышением статусов местных образовательных учреждений: техникумов и училищ — до институтов (их филиалов), а институтов, в свою очередь, — до университетов (ПГТУ, ПГПУ) и академий (ПГМА, ПГФА, ПГСА).
С 2015 года Рособрнадзор усилил контроль за работой вузов, особенно частных. В результате оптимизации головных вузов или отзыва у них лицензий закрывались их филиалы в регионах, а частности в Перми. Например, были закрыты филиалы Современной гуманитарной академии, РУДН, МИРБИС, Московской академии предпринимательства при правительстве Москвы, МГУТУ, МЭСИ, РГУТиС. В связи с реформой МВД ещё в 2011 году был закрыт Пермский филиал Нижегородской академии МВД России, который вёл свою историю с 1961 года. Также были отозваны лицензии у ряда пермских негосударственных вузов: Пермского института экономики и финансов, Пермского гуманитарно-технологического института.
В рамках реформы образования Пермскому государственному университету и Пермскому государственному техническому университету был присвоен статус национального исследовательского университета, соответственно они стали называться ПГНИУ и ПНИПУ. Количество студентов в пермских вузах за период с 2010 по 2017 год сократилось с 102 444 до 60 302 человек (более чем на 40 %). Численность профессорско-преподавательского персонала также сократилась с 4607 до 3570 человек (почти на 23 %).

## Перечень вузов Перми

### Пермские вузы
На начало 2018 года на территории Перми осуществляют деятельность 13 самостоятельных вузов (6 институтов, 5 университетов, 1 академия и 1 духовная семинария) из которых 11 имеют государственную аккредитацию (имеют право выдавать диплом государственного образца):
1. Пермский государственный национальный исследовательский университет.
2. Пермский государственный гуманитарно-педагогический университет.
3. Пермский государственный аграрно-технологический университет имени академика Д. Н. Прянишникова.
4. Пермский государственный медицинский университет имени академика Е. А. Вагнера.
5. Пермская государственная фармацевтическая академия.
6. Пермский национальный исследовательский политехнический университет.
7. Пермский государственный институт культуры.
8. Уральский гуманитарный институт.
9. Западно-Уральский институт экономики и права (без аккредитации).
10. Прикамский социальный институт.
11. Пермский военный институт войск национальной гвардии Российской Федерации.
12. Пермский институт Федеральной службы исполнения наказаний.
13. Пермская духовная семинария Пермской Епархии Русской Православной Церкви (без аккредитации).

### Филиалы вузов
Филиалы вузов других регионов России, имеющие лицензию на деятельность в Перми:
- Пермский институт (филиал) РЭУ им. Г. В. Плеханова;
- Пермский филиал РАНХиГС;
- Уральский филиал Российской академии живописи, ваяния и зодчества Ильи Глазунова;
- Пермский филиал Высшей школы экономики;
- Филиал Московского института государственного управления и права в Пермском крае (без аккредитации);
- Пермский филиал Волжского государственного университета водного транспорта (включает в себя Пермское речное училище);
- Пермский институт железнодорожного транспорта – филиал Уральского государственного университета путей сообщения в г. Перми (без аккредитации);
- Филиал Санкт-Петербургского института внешнеэкономических связей, экономики и права в г. Перми.